# Quadrans Muralis

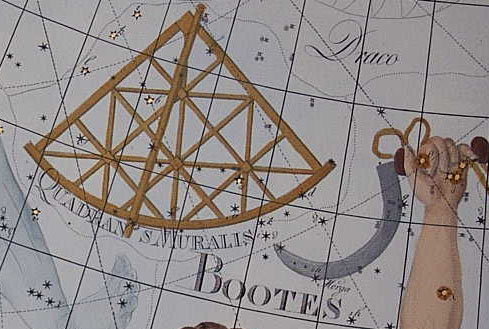
La constel·lació de Quadrans Muralis.

Quadrans Muralis o quadrant mural, va ser una constel·lació creada per Joseph Jêrôme Lalande el 1.795 a partir d'estrelles al nord de Bootes. L'estrella principal era la variable CL Draconis, de magnitud aparent 4,95. La constel·lació representa el quadrant, un antic instrument astronòmic que servia, juntament amb l'octant i el sextant, per observar la posició dels estels. Si bé la constel·lació ja no és reconeguda pels astrònoms, ha donat el seu nom a la pluja anual de meteors coneguda com a quadràntids, amb punt radiant en l'espai que ocupava aquesta antiga constel·lació en el cel, el mes de gener.